# Lista de futebolistas da Associazione Sportiva Roma
Esta é uma lista de futebolistas notáveis que jogaram pela Associazione Sportiva Roma. Geralmente, isto signifca esportistas que fizeram 100 ou mais partidas oficiais pelo clube. Porém, alguns futebolistas que jogaram menos partidas também foram listados; isto inclui alguns esportistas que deram contribuições significantes para a história do clube.
 Para uma lista com todos os jogadores da A.S. Roma, veja Categoria:Futebolistas da AS Roma.
Em 31 de janeiro de 2007
| Nome                          | Nacionalidade | Posição | Carreira na Roma      | Partidas | Gols |
| ----------------------------- | ------------- | ------- | --------------------- | -------- | ---- |
| Cesare Augusto Fasanelli      | Itália        | MF      | 1927-1933             | 167      | 56   |
| Arturo Chini Ludueña          | -             | FW      | 1927-1934             | 160      | 42   |
| Attilio Ferraris IV           | Itália        | MF      | 1927-1934 / 1938-1939 | 217      | 2    |
| Rodolfo Volk                  | Itália        | FW      | 1928-1933             | 157      | 103  |
| Fulvio Bernardini             | Itália        | MF      | 1928-1939             | 286      | 45   |
| Raffaele Costantino           | Itália        | FW      | 1930-1935             | 157      | 42   |
| Guido Masetti                 | Itália        | GK      | 1930-1943             | 339      | 0    |
| Enrique Lucas Gonzales Guaita | -             | FW      | 1933-1935             | 61       | 43   |
| Andrea Gadaldi                | Itália        | MF      | 1933-1941             | 179      | 3    |
| Eraldo Monzeglio              | Itália        | DF      | 1935-1939             | ?        | ?    |
| Amedeo Amadei                 | Itália        | FW      | 1936-1938 / 1939-1948 | 216      | 101  |
| Luigi Brunella                | Itália        | DF      | 1939-1948             | 158      | 2    |
| Miguel Angel Pantò            | -             | FW      | 1939-1947             | ?        | 42   |
| Luigi Brunella                | Itália        | DF      | 1939-1948             | 158      | 2    |
| Naim Krieziu                  | -             | FW      | 1939-1948             | ?        | 41   |
| Fosco Risorti                 | Itália        | GK      | 1941-1952             | 205      | 0    |
| Sergio Andreoli               | Itália        | DF      | 1941-1950             | 205      | 13   |
| Bruno Pesaola                 | -             | FW      | 1947-1950             | 90       | 20   |
| Arcadio Venturi               | Itália        | MF      | 1948-1957             | 288      | 17   |
| Armando Tre Re                | Itália        | DF      | 1949-1954             | 169      | 6    |
| Alcide Ghiggia                | -             | FW      | 1953-1961             | 201      | 19   |
| István Nyers                  | -             | FW      | 1954-1956             | 54       | 20   |
| Giosuè Stucchi                | Itália        | DF      | 1954-1961             | 159      | 2    |
| Luigi Giuliano                | Itália        | MF      | 1954-1962             | 140      | 9    |
| Giacomo Losi                  | Itália        | DF      | 1954-1969             | 450      | 2    |
| Dino Da Costa                 | -             | FW      | 1955-1960 / 1961-1962 | 149      | 71   |
| Luciano Panetti               | Itália        | GK      | 1955-1961             | 146      | 0    |
| Gunnar Nordahl                | Suécia        | FW      | 1956-1958             | 34       | 15   |
| Paolo Pestrin                 | Itália        | MF      | 1956-1963             | 195      | 17   |
| Alberto Orlando               | Itália        | MF      | 1957-1958 / 1959-1964 | 140      | 17   |
| Carlo Mazzone                 | Itália        | DF      | 1958-1959             | ?        | ?    |
| Arne Selmosson                | Suécia        | FW      | 1958-1961             | 87       | 30   |
| Fabio Cudicini                | Itália        | GK      | 1958-1963             | 165      | 0    |
| Pedro Waldemar Manfredini     | -             | FW      | 1959-1965             | 130      | 76   |
| Juan Alberto Schiaffino       | -             | MF      | 1960-1962             | ?        | 3    |
| Francisco Ramón Lojacono      | -             | FW      | 1960-1963             | 56       | 22   |
| Giulio Corsini                | Itália        | DF      | 1960-1964             | 145      | ?    |
| Giancarlo De Sisti            | Itália        | MF      | 1960-1964 / 1974-1979 | 222      | 22   |
| Antonio Valentín Angelillo    | -             | FW      | 1961-1965             | 106      | 27   |
| Sergio Carpanesi              | Itália        | GK      | 1961-1967             | 158      | 0    |
| John Charles                  | País de Gales | FW      | 1962-1963             | ?        | 4    |
| Alberto Ginulfi               | Itália        | GK      | 1962-1966             | 160      | 0    |
| Francesco Carpenetti          | Itália        | DF      | 1962-1970             | ?        | ?    |
| Angelo Benedicto Sormani      | -             | FW      | 1963-1964             | ?        | 6    |
| Karl-Heinz Schnellinger       | Alemanha      | MF      | 1964-1965             | ?        | 1    |
| Elvio Salvori                 | Itália        |         | 1964-1966 / 1968-1973 | 170      | 11   |
| Francesco Cappelli            | Itália        | DF      | 1965-1966 / 1967-1972 | 115      | 2    |
| Pier Luigi Pizzaballa         | Itália        | GK      | 1966-1969             | ?        | 0    |
| Joaquín Lucas Peiró           | Espanha       | MF      | 1966-1970             | 128      | 28   |
| Fabio Capello                 | Itália        | MF      | 1967-1970             | 89       | 18   |
| Francesco Scaratti            | Itália        | MF      | 1967-1973             | 161      | 12   |
| Franco Cordova                | Itália        | MF      | 1967-1976             | 212      | 9    |
| Giuliano Taccola              | Itália        | FW      | 1967-1969             | 41       | 17   |
| Luciano Spinosi               | Itália        | DF      | 1967-1970 / 1978-1982 | 150      | 6    |
| Aldo Bet                      | Itália        | DF      | 1968-1973             | 184      | 1    |
| Sergio Santarini              | Itália        | DF      | 1968-1981             | 344      | 7    |
| Walter Franzot                | Itália        | MF      | 1969-1973             | 106      | 7    |
| Renato Cappellini             | Itália        | FW      | 1969-1974             | 136      | 33   |
| Amarildo                      | Brasil        | FW      | 1970-1972             | 40       | 11   |
| Luis Del Sol                  | Espanha       | MF      | 1970-1972             | 59       | 4    |
| Valerio Spadoni               | Itália        | MF      | 1971-1976             | 108      | 18   |
| Giorgio Morini                | Itália        | DF - MF | 1971-1976             | 133      | 8    |
| Franco Peccenini              | Itália        | DF      | 1971-1980             | 183      | 1    |
| Francesco Rocca               | Itália        | DF      | 1972-1981             | 172      | 2    |
| Agostino Di Bartolomei        | Itália        | MF      | 1972-1984             | 293      | 64   |
| Piergiorgio Negrisolo         | Itália        | MF      | 1973-1976             | 93       | 8    |
| Pierino Prati                 | Itália        | FW      | 1973-1978             | 82       | 27   |
| Paolo Conti                   | Itália        | GK      | 1973-1980             | 205      | 0    |
| Bruno Conti                   | Itália        | FW      | 1973-1975 / 1976-1991 | 304      | 38   |
| Loris Boni                    | Itália        | MF      | 1975-1979             | 99       | 1    |
| Domenico Maggiora             | Itália        | DF      | 1976-1982             | 155      | 2    |
| Michela De Nadai              | Itália        | DF - MF | 1977-1981             | 99       | 3    |
| Roberto Scarnecchia           | Itália        | FW      | 1977-1983             | 94       | 3    |
| Roberto Pruzzo                | Itália        | FW      | 1978-1988             | 315      | 136  |
| Franco Tancredi               | Itália        | GK      | 1978-1990             | 382      | 0    |
| Maurizio Turone               | Itália        | DF      | 1979-1983             | 93       | 2    |
| Carlo Ancelotti               | Itália        | MF      | 1979-1987             | 227      | 18   |
| Dario Bonetti                 | Itália        | DF      | 1980-1982 / 1983-1986 | 132      | 3    |
| Paulo Roberto Falcão          | Brasil        | MF      | 1980-1985             | 152      | 28   |
| Odoacre Chierico              | Itália        | FW      | 1981-1985             | 119      | 10   |
| Ubaldo Righetti               | Itália        | DF      | 1981-1988             | 171      | 2    |
| Sebino Nela                   | Itália        | DF      | 1981-1993             | 395      | 20   |
| Giuseppe Giannini             | Itália        | MF      | 1981-1996             | 437      | 75   |
| Herbert Prohaska              | Áustria       | MF      | 1982-1983             | 43       | 5    |
| Pietro Vierchowod             | Itália        | DF      | 1982-1983             | 43       | 0    |
| Michele Nappi                 | Itália        | DF      | 1982-1984             | 46       | 0    |
| Maurizio Iorio                | Itália        | FW      | 1982-1983 / 1984-1985 | 63       | 12   |
| Aldo Maldera                  | Itália        | DF      | 1982-1985             | 117      | 8    |
| Toninho Cerezo                | Brasil        | MF      | 1983-1986             | 104      | 25   |
| Ciccio Graziani               | Itália        | FW - FW | 1983-1986             | 95       | 21   |
| Emilio Oddi                   | Itália        | DF      | 1983-1989             | 207      | 4    |
| Zbigniew Boniek               | Polónia       | MF      | 1985-1988             | 92       | 23   |
| Desideri Stefano              | Itália        | MF      | 1985-1991             | 190      | 32   |
| Manuel Gerolin                | Itália        | DF      | 1985-1991             | 192      | 9    |
| Fulvio Collovati              | Itália        | DF      | 1987-1989             | 64       | 1    |
| Antonio Tempestilli           | Itália        | DF      | 1987-1989             | 67       | 2    |
| Lionello Manfredonia          | Itália        | DF      | 1987-1990             | 94       | 4    |
| Rudi Völler                   | Alemanha      | FW      | 1987-1992             | 196      | 69   |
| Gianluca Signorini            | Itália        | DF      | 1987-1993             | 132      | 5    |
| Fabrizio Di Mauro             | Itália        | MF      | 1988-1992             | 130      | 9    |
| Ruggiero Rizzitelli           | Itália        | FW      | 1988-1994             | 209      | 54   |
| Thomas Berthold               | Alemanha      | DF      | 1989-1991             | 88       | 5    |
| Antonio Comi                  | Itália        | DF      | 1989-1994             | 97       | 4    |
| Giovanni Piacentini           | Itália        | MF      | 1989-1995             | 187      | 2    |
| Giovanni Cervone              | Itália        | GK      | 1989-1997             | 198      | 0    |
| Fabio Petruzzi                | Itália        | DF      | 1989-1990 / 1991-1999 | 135      | 0    |
| Andrea Carnevale              | Itália        | FW      | 1990-1993             | 72       | 24   |
| Fausto Salsano                | Itália        | MF      | 1990-1993             | 108      | 8    |
| Amedeo Carboni                | Itália        | DF      | 1990-1997             | 229      | 5    |
| Aldair                        | Brasil        | DF      | 1990-2004             | 415      | 20   |
| Walter Bonacina               | Itália        | MF      | 1991-1994             | 114      | 2    |
| Luigi Garzja                  | Itália        | DF      | 1991-1994             | 102      | 0    |
| Thomas Häßler                 | Alemanha      | FW      | 1991-1994             | 116      | 13   |
| Massimiliano Cappioli         | Itália        | MF      | 1993-1996             | 103      | 20   |
| Marco Lanna                   | Itália        | DF      | 1993-1997             | 121      | 2    |
| Abel Eduardo Balbo            | Argentina     | FW      | 1993-1998 / 2000-2002 | 175      | 78   |
| Francesco Totti               | Itália        | FW      | 1993-                 | 450      | 172  |
| Francesco Moriero             | Itália        | MF      | 1994-1997             | 88       | 11   |
| Daniel Fonseca                | Uruguai       | FW      | 1994-1997             | 75       | 22   |
| Luigi Di Biagio               | Itália        | MF      | 1994-1997             | 122      | 18   |
| Marco Delvecchio              | Itália        | FW      | 1995-2005             | 269      | 77   |
| Damiano Tommasi               | Itália        | MF      | 1996-2006             | 314      | 19   |
| Eusebio Di Francesco          | Itália        | MF      | 1997-2001             | 102      | 14   |
| Antônio Carlos Zago           | Brasil        | DF      | 1997-2002             | 116      | 2    |
| Cafu                          | Brasil        | DF - FW | 1997-2003             | 193      | 8    |
| Vincent Candela               | França        | DF      | 1997-2005             | 253      | 14   |
| Marcos Assunção               | Brasil        | MF      | 1999-2002             | 71       | 9    |
| Francesco Antonioli           | Itália        | GK      | 1999-2003             | 130      | 0    |
| Vincenzo Montella             | Itália        | FW      | 1999-2006             | 225      | 94   |
| Hidetoshi Nakata              | Japão         | MF      | 2000-2001             | 36       | 5    |
| Gabriel Omar Batistuta        | Argentina     | FW      | 2000-2003             | 85       | 33   |
| Jonathan Zebina               | França        | DF      | 2000-2004             | 123      | 1    |
| Emerson                       | Brasil        | MF      | 2000-2004             | 143      | 20   |
| Walter Adrián Samuel          | Argentina     | DF      | 2000-2004             | 168      | 11   |
| Francisco Govinho Lima        | Brasil        | MF      | 2001-2004             | 130      | 0    |
| Antonio Cassano               | Itália        | FW      | 2001-2005             | 161      | 52   |
| Leandro Damián Cufré          | Argentina     | DF      | 2001-2003 / 2004-2006 | 107      | 2    |
| Daniele De Rossi              | Itália        | MF      | 2001-                 | 150      | 17   |
| Christian Panucci             | Itália        | DF      | 2002-                 | 222      | 15   |
| Olivier Dacourt               | França        | MF      | 2003-2006             | 121      | 2    |
| Alessandro Mancini            | Brasil        | FW      | 2003-                 | 153      | 41   |
| Cristian Chivu                | Roménia       | DF      | 2003-                 | 105      | 6    |
| Philippe Mexès                | França        | DF      | 2004-                 | 99       | 5    |
| Simone Perrotta               | Itália        | MF      | 2004-                 | 113      | 16   |

## Legenda
- GK — Goleiro
- DF — Defensor
- MF — Meio-campista
- FW — Atacante

Em negrito, futebolistas que atualmente jogam pela A.S. Roma